# Société de gestion des droits d'auteur
 (janvier 2024).
Une société de gestion des droits d'auteur (ou société de perception et de répartition des droits (SPRD)) est une société par le biais de laquelle des auteurs exercent la gestion collective de leurs droits. En jouant le rôle d'intermédiaire entre les auteurs et les producteurs d'œuvres soumis au droit d'auteur, les sociétés de gestion des droits d'auteur facilitent l'exercice effectif des droits par les auteurs et favorisent l'exploitation licite des œuvres en centralisant leur gestion. La gestion centralisée permet à la fois un traitement rapide et uniformisé des procédures juridiques en vue de l'exploitation des œuvres par des tiers et un effort concentré en vue de garantir le respect des droits d'auteur.

## Sociétés de gestion des droits d'auteur par pays

### Belgique
La SABAM gère principalement les œuvres littéraires, la SOFAM les œuvres graphiques, la SAJ les œuvres des journalistes.
La Société belge des auteurs scolaires, scientifiques et universitaires (Assucopie) gère les œuvres des auteurs scolaires, scientifiques et universitaires
La SEMU - Société des Editeurs de Musique - la SACD - Société des Auteurs et Compositeurs dramatiques - et la SCAM - Société civile des Auteurs multimédias - sont spécialisés dans leur domaine.
La Société PlayRight est chargée de collecter, gérer et répartir les droits des artistes-interprètes (musiciens & acteurs)

### Canada
Il existe de nombreuses sociétés de gestion des droits d'auteur au Canada : 
- la Société canadienne des auteurs, compositeurs et éditeurs de musique (SOCAN)
- la Société québécoise de gestion collective des droits de reproduction (COPIBEC)
- la Société québécoise des auteurs dramatiques (SoQAD)

« L'Association québéoise des auteurs dramatiques développe les activités de sa société de gestion, la SoQAD, de façon à couvrir non seulement la gestion du droit d’auteur en milieu scolaire, comme cela est en ce moment le cas, mais également dans les milieux du théâtre professionnel et amateur. La SoQAD sera également responsable des utilisations qui seront faites d’œuvres théâtrales dans les produits multimédias, soit sous forme de captations sur bandes vidéos de pièces de théâtre ou de comédies musicales, soit sous forme d’extraits de textes dramatiques ou dramatico-musicaux non publiés professionnellement[réf. nécessaire]. »

- la Société des auteurs et compositeurs dramatiques (SACD)
- la Société du droit de reproduction des auteurs, compositeurs et éditeurs au Canada (SODRAC)
- la Société canadienne de gestion des droits des producteurs de matériel audio visuel (PACC)
- la Société canadienne de gestion des droits des réalisateurs (SCGDR)
- la Société canadienne de perception de la copie privée (SCPCP)
- la Société canadienne de gestion des droits éducatifs (SCGDE)
- la Canadian Screenwriters Collection Society (CSCS)
- la Société civile des auteurs multimédias (SCAM)
- Playwrights Guild of Canada (PGC)
- Audio Ciné Films (ACF)
- Droits d’auteur Arts Visuels (CARCC)
- Access Copyright

### France

#### Société d'auteurs
En France les SPRD sont reconnues légalement sous le nom d'Organisme de Gestion Collective (OGC).
En 2022, la France reconnaît 23 OGC, parmi lesquelles:
- la Société des auteurs, compositeurs et éditeurs de musique (SACEM)
- la Société civile des auteurs multimédia (SCAM)
- la Société civile des éditeurs de langue française (SCELF)
- la Société civile des producteurs phonographiques (SCPP)
- la Société des producteurs de phonogrammes en France (SPPF)
- la Société des auteurs et compositeurs dramatiques (SACD)
- la Société civile pour l'administration des droits des artistes et musiciens interprètes (ADAMI/Adami)
- la Société de perception et de distribution des droits des artistes interprètes (Spedidam)
- la Société des auteurs dans les arts graphiques et plastiques (ADAGP)
- la Société des auteurs des arts visuels et de l'image fixe (SAIF)
- le Centre français d'exploitation du droit de copie (CFC)
- la Société française des intérêts des auteurs de l’écrit (SOFIA)

Certaines de ces sociétés perçoivent et répartissent des droits d'auteur au sens propre (auteurs, compositeurs, etc.) et d'autres des droits voisins (artistes interprètes). En 2006, au cours de l'examen du projet de loi DADVSI, des divergences  sont apparues entre des sociétés d'auteurs, notamment la SACEM, et des sociétés d'interprètes, notamment l'ADAMI et la SPEDIDAM.
Principale société de gestion des droits d’auteur, la SACEM a développé un modèle de perception unique. Il consiste à dresser, événement par événement, la liste de l’ensemble des œuvres diffusées, et donc à définir à qui reverser les droits. Du fait de l’implantation locale des équipes de la SACEM, partout en France, 80 % des droits perçus le sont grâce à cette méthode, dite « des programmes ». Les équipes de la SACEM peuvent également effectuer des « relevés d’écoute » lors des manifestations. Ces 7000 heures d’enregistrement sont alors analysées, afin d’identifier les ayants droit. Ces méthodes se distinguent de celles employées par d’autres sociétés à l’étranger. Elles privilégient estimations et sondages, c'est plus économique mais bien moins équitable que le travail effectué par la  SACEM[réf. nécessaire].

#### Mandataires
La SACEM, la SACD, la SCAM, ont créé une société commune, la Société pour l'administration du droit de reproduction mécanique (SDRM) pour la gestion des droits des œuvres utilisées dans des disques, CD-ROM, films etc ..
La société civile des producteurs associés (SCPA) est par ailleurs le mandataire de la Société civile des producteurs phonographiques (SCPP) et de la Société des producteurs de phonogrammes en France (SPPF) pour la gestion du droit voisin du droit d'auteur dans le cadre des attentes téléphoniques.

#### Aspects juridiques
En France, les SPRD ont un statut de droit privé. Elles exercent une mission reconnue d'utilité publique sous la tutelle du ministère de la Culture.
À la suite d'un certain nombre de problèmes touchant ces sociétés, l'État a constitué, par la loi du 1er août 2000, une Commission permanente de contrôle des sociétés de perception et de répartition. Cette commission, hébergée par la Cour des comptes, est composée de cinq membres nommés par décret pour cinq ans : un conseiller-maître à la Cour des comptes assurant le rôle de président ; un conseiller d'État ; un conseiller à la Cour de cassation ; un membre de l'Inspection générale des finances et un membre de l'Inspection générale de l'administration des affaires culturelles.
La commission contrôle les comptes et la gestion des SPRD, de leurs filiales et des sociétés qui leur sont affiliées. En 2006, dans le cadre du projet de loi DADVSI, des amendements tendant à soumettre les SPRD au contrôle direct de la Cour des comptes ont été repoussés, au motif que les SPRD sont des organismes privés et non publics ; cependant, la Cour des comptes peut déjà contrôler différents types d'organisme privés, dont ceux faisant appel à la générosité publique. Ainsi, du fait de leur opacité et leur immunité, les SPRD ont pu être assimilées à des mafias par certains partis.

### Suisse
ProLitteris assume la gestion des droits des œuvres littéraires, photographiques et des arts plastiques.
La Société suisse des auteurs (SSA) gère les droits des œuvres dramatiques littéraires et musicales et des œuvres audiovisuelles.
La Suisa gère les droits des œuvres musicales non théâtrales.
La Suissimage assume la gestion des droits des œuvres audiovisuelles.
La Swissperform gère les droits voisins.

### Autres pays
Dans d'autres pays, sont missionnés :
- en Algérie, l'Office national des droits d'auteur et des droits voisins (ONDA) ;
- en Allemagne, la GEMA, Cultural Commons Collecting Society (de) (C3S) ;
- en Andorre, la SDADV, Société de Droits d'Auteur et Droits Voisins ;
- aux États-Unis, plusieurs sociétés : ASCAP, BMI, Harry Fox Agency, Pro Music Rights ;
- en Espagne : la SGAE (Sociedad General de Autores y Editores) ;
- au Japon : la JASRAC ;
- en Italie : la SIAE ;
- au Luxembourg : la SACEM Luxembourg ;
- au Portugal : la SPA ;
- en Tunisie : l'Organisme tunisien des droits d'auteur et des droits voisins – OTDAV.